# Tjärhovsplan

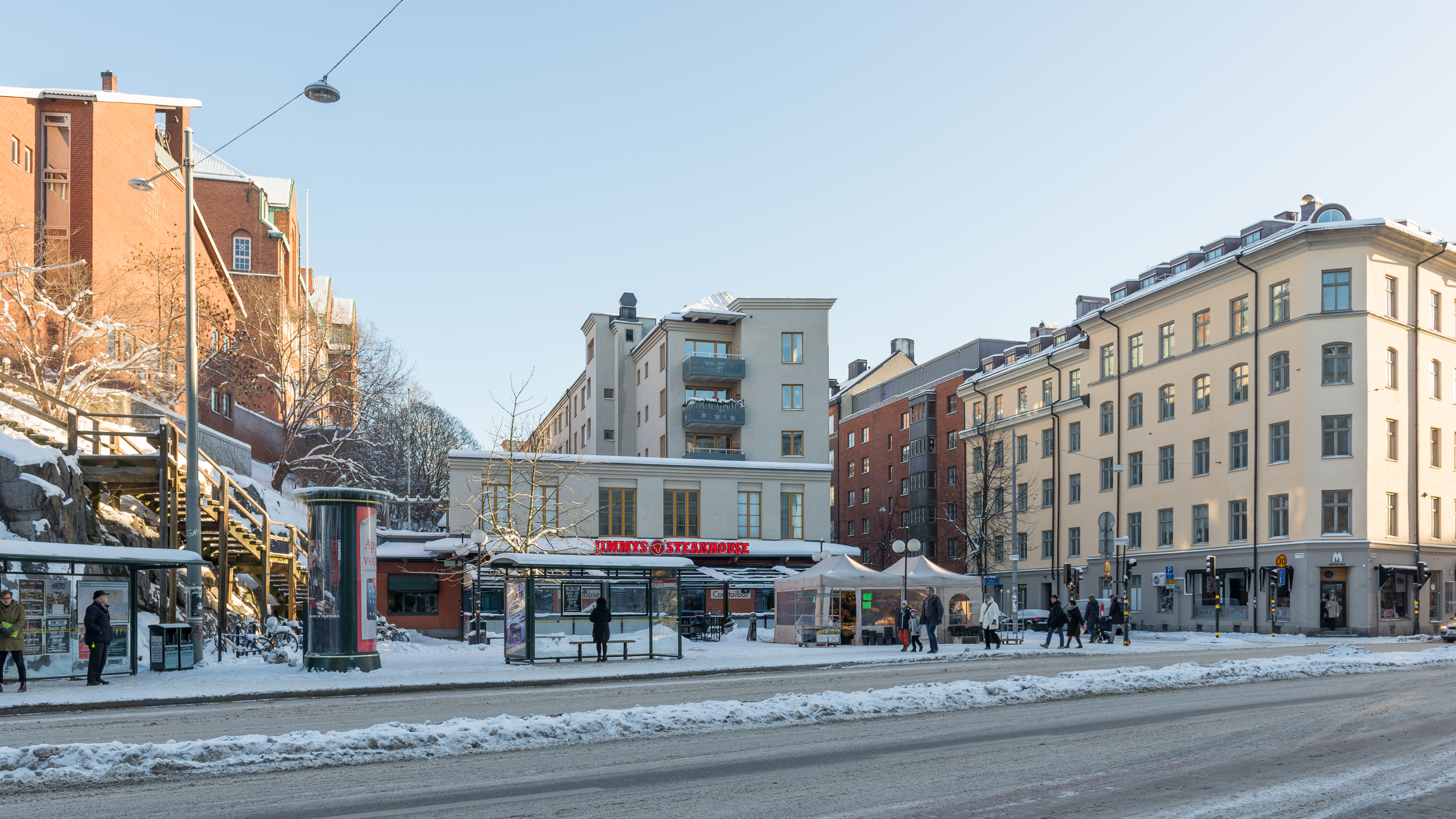
Tjärhovsplan i januari 2013.

Tjärhovsplan är ett torg och en tidigare bussterminal på Södermalm i centrala Stockholm, beläget vid korsningen mellan Renstiernas gata och Tjärhovsgatan. Torget namngavs 1968.